# کریم اونیسیوو
کریم اونیسیوو (انگلیسی: Karim Onisiwo؛ زادهٔ ۱۷ مارس ۱۹۹۲) بازیکن فوتبال اهل اتریش است.
از باشگاه‌هایی که در آن بازی کرده‌است می‌توان به باشگاه فوتبال آستریا زالتسبورگ، باشگاه فوتبال ماینتس ۰۵، و باشگاه فوتبال ردبول زالتسبورگ اشاره کرد.
وی همچنین در تیم‌های ملی فوتبال زیر ۲۱ سال اتریش و اتریش بازی کرده‌است.